# Dūkštas
Dūkštas es una ciudad de Lituania, capital de la seniūnija homónima en el municipio-distrito de Ignalina de la provincia de Utena.
En 2011, la ciudad tenía una población de 888 habitantes, de los cuales el 65,09% eran étnicamente lituanos, el 16,89% rusos y el 11,37% polacos.
Tiene su origen en el vecino pueblo de Dūkšteliai, situado 1 km al norte, que desde la época medieval era un feudo de la familia noble Giedraitis. Se conoce la existencia de la localidad de Dūkštas en documentos desde 1737. Se desarrolló notablemente como poblado ferroviario desde 1859-1862, cuando se construyó aquí una estación del ferrocarril de San Petersburgo a Varsovia; durante la construcción, el pueblo se hizo famoso en 1861 porque sus obreros formaron aquí la primera huelga de la historia contemporánea de Lituania, que fue duramente reprimida. Durante la ocupación alemana de 1918, se construyó aquí un ramal a Drysviaty. En 1920 se integró en la Segunda República Polaca y en 1939 en la RSS de Lituania. Se le reconoció el estatus de ciudad en 1956.
Se ubica unos 5 km al sur de Visaginas, sobre la carretera 102 que lleva a Ignalina.